# Eva Adamczyková
Eva Adamczyková (nacida  Eva Samková, Vrchlabí, 28 de abril de 1993) es una deportista checa que compite en snowboard, especialista en la prueba de campo a través.
Participó en dos Juegos Olímpicos de Invierno, obteniendo una medalla de oro en Sochi 2014 y una de bronce en Pyeongchang 2018, ambas en el campo a través.
Ganó tres medallas en el Campeonato Mundial de Snowboard entre los años 2019 y 2023. Adicionalmente, consiguió dos medallas de plata en los X Games de Invierno.
Fue la abanderada de la República Checa en la ceremonia de apertura de los Juegos de Pyeongchang 2018.

## Medallero internacional
| Juegos Olímpicos   | Juegos Olímpicos            | Juegos Olímpicos  | Juegos Olímpicos |
| Año                | Lugar                       | Medalla           | Prueba           |
| ------------------ | --------------------------- | ----------------- | ---------------- |
| 2014               | Sochi (Rusia)               | Medalla de oro    | Campo a través   |
| 2018               | Pyeongchang (Corea del Sur) | Medalla de bronce | Campo a través   |
| Campeonato Mundial |                             |                   |                  |
| Año                | Lugar                       | Medalla           | Prueba           |
| 2019               | Park City (Estados Unidos)  | Medalla de oro    | Campo a través   |
| 2021               | Idre Fjäll (Suecia)         | Medalla de bronce | Campo a través   |
| 2023               | Bakuriani (Georgia)         | Medalla de oro    | Campo a través   |

| X Games de Invierno | X Games de Invierno    | X Games de Invierno | X Games de Invierno |
| Año                 | Lugar                  | Medalla             | Prueba              |
| ------------------- | ---------------------- | ------------------- | ------------------- |
| 2014                | Aspen (Estados Unidos) | Medalla de plata    | Campo a través      |
| 2016                | Aspen (Estados Unidos) | Medalla de plata    | Campo a través      |